# وسيم الخوري
وسيم الخوري طبيب وبرفسور من أصل سوري، فرنسي الجنسية. ولد في محافظة السويداء وهو من عائلة أصلها من بلدة خبب الواقعة في محافظة درعا جنوب سورية ثم انتقلوا للعيش في مدينة السويداء بحكم عمل الأب، تخرج من كلية الطب في جامعة دمشق، ثم سافر إلى فرنسا ليختص في جراحة القلب والشرايين وتخرج من جامعة باريس، ويرأس حاليا رئيس قسم الجراحة في مستشفى الجامعة الأمريكية في باريس، ويعزو خوري في لقاءاته وتصريحاته توجهه إلى أختصاص جراحة القلب لحزنه الشديد على وفاة والده باحتشاء عضلة قلبية وهو في الأربعينيات من العمر. وهو أول طبيب يجري جراحة للقلب بدون عملية جراحية حيث قام الدكتور وسيم بعملية تبديل صمام لسيدة فرنسية مسنة تبلغ من العمر 96 عاما بدون أي جراحة، حيث أجرى هذه العملية من دون جراحة أو فتح قلب ومن دون تخدير عام وانما عن طريق القثطرة فقط.
سجل الدكتور الخوري براءة اختراع هذا النوع من الصمام القلبي وكذلك الطريقة الجديدة لاستبداله من دون أي عمل جراحي.

## انجازاته
1. براءة أختراع في تبديل صمام بدون جراحة، باسمه مسجلة في الولايات المتحدة.
2. برءة اختراع دعامة إكليلية للقلب
3. اخترع أدوات خاصة بالجراحة والعمليات الجراحية

## مسؤولياته
- رئيس قسم الجراحة في مستشفى الجامعة الأمريكية في باريس
- مؤسس ورئيس جمعية «البحوث والتطوير»
- عضو البعثات الطبية التي تزور سوريا وتقيم عمليات جراحية ومعالجات مجانية في سوريا

كما نال الطبيب وسيم الخوري العديد من الجوائز والألقاب تكريماً لجهوده البحثية بشكل خاص. حافظ وسيم الخوري على علاقة جيدة مع بلده الأم سورية التي يزورها عدة مرات في السنة لإجراء عمليات مجانية وخاصة للأطفال وتدريب أطباء سوريين في دمشق وحلب.